# Lino Lakes
Lino Lakes ist eine Stadt (mit dem Status „City“) im Anoka County im US-amerikanischen Bundesstaat Minnesota. Das U.S. Census Bureau hat bei der Volkszählung 2020 eine Einwohnerzahl von 21.399 ermittelt.
Lino Lakes ist Bestandteil der Metropolregion Minneapolis–Saint Paul.

## Geografie
Lino Lakes liegt im nördlichen Vorortbereich der Städte Minneapolis und Saint Paul im Südosten des Anoka County inmitten einer Kette von Seen, die über den Rice Creek miteinander verbunden sind. Die Stadt liegt auf 45°09′37″ nördlicher Breite und 93°05′20″ westlicher Länge und erstreckt sich über 86,01 km², die sich auf 73,09 km² Land- und 12,92 km² Wasserfläche verteilen.
Benachbarte Orte von Lino Lakes sind Centerville (vollständig vom Stadtgebiet von Lino Lakes umgeben), Columbus (an der nördlichen Stadtgrenze), Forest Lake (22,9 km nordöstlich), Hugo (an der östlichen Stadtgrenze), White Bear Lake (14,7 km südöstlich), North Oaks (an der südlichen Stadtgrenze), Lexington und Circle Pines (an der südwestlichen Stadtgrenze), Blaine (an der westlichen Stadtgrenze) sowie Ham Lake (an der nordwestlichen Stadtgrenze).
Das Stadtzentrum von Minneapolis liegt 32,8 km in südsüdöstlicher Richtung; das Zentrum von Saint Paul, der Hauptstadt von Minnesota, befindet sich 31,4 km südlich.

## Verkehr
Durch das Stadtgebiet von Lino Lakes verlaufen mit der I 35 W und der I 35 E die beiden im Gebiet der Twin Cities getrennt verlaufenden Teile der Interstate 35, die sich wenige Kilometer nördlich wieder vereinigen. Alle weiteren Straßen sind untergeordnete Fahrwege sowie innerstädtische Verbindungsstraßen.
Die nächstgelegenen Flugplätze sind der Anoka County-Blaine Airport (16,4 km südwestlich) und der Forest Lake Airport (20,2 km nordöstlich). Der nächste Großflughafen ist der 42,5 km südsüdwestlich gelegene Minneapolis-Saint Paul International Airport.

## Geschichte
Vor dem Eintreffen der ersten weißen Siedler wurde die Region von Indianern der Dakota besiedelt, die sich vom Ernten von Wasserreis ernährten.
Die ersten weißen Siedler kamen in der Mitte des 19. Jahrhunderts in die Gegend um die heutige Stadt. Als erste Verwaltungseinheit wurde 1857 die Township of Centerville gegründet, die das Gebiet der heutigen Städte Centerville und Lino Lakes beinhaltete und mit 36 Quadratmeilen die allgemein übliche Größe hatte.
In den 1950er Jahren versuchten die benachbarten Kommunen Land der Centerville Township zu erwerben. Um das zu verhindern, beschlossen die Einwohner der Township, selbst eine Gemeinde zu gründen. So entstanden 1955 zwei Gemeinden („Villages“): Lino Lakes (benannt nach der seit Jahren bestehenden gleichnamigen Poststation) und Centerville, das sich aus dem Rest der Township entwickelte und vollständig vom Stadtgebiet von Lino Lakes umgeben war.
1972 beschloss das Parlament von Minnesota, für alle Kommunen den Status „City“ als einzige Form kommunaler Selbstverwaltung einzuführen.
Im Jahr 2011 lag laut CNNmoney.com Lino Lakes auf Rang 44 der 100 beliebtesten kleinstädtischen Wohnorte des Landes.

## Demografische Daten
Nach der Volkszählung im Jahr 2010 lebten in Lino Lakes 20.216 Menschen in 6174 Haushalten. Die Bevölkerungsdichte betrug 276,6 Einwohner pro Quadratkilometer. In den 6174 Haushalten lebten statistisch je 3,05 Personen.
Ethnisch betrachtet setzte sich die Bevölkerung zusammen aus 90,9 Prozent Weißen, 2,7 Prozent Afroamerikanern, 0,7 Prozent amerikanischen Ureinwohnern, 3,7 Prozent Asiaten, 0,1 Prozent Polynesiern sowie 0,3 Prozent aus anderen ethnischen Gruppen; 1,6 Prozent stammten von zwei oder mehr Ethnien ab. Unabhängig von der ethnischen Zugehörigkeit waren 1,8 Prozent der Bevölkerung spanischer oder lateinamerikanischer Abstammung.
28,8 Prozent der Bevölkerung waren unter 18 Jahre alt, 66,4 Prozent waren zwischen 18 und 64 und 4,8 Prozent waren 65 Jahre oder älter. 46,2 Prozent der Bevölkerung war weiblich.

Das mittlere jährliche Einkommen eines Haushalts lag bei 95.138 USD. Das Pro-Kopf-Einkommen betrug 32.582 USD. 2,8 Prozent der Einwohner lebten unterhalb der Armutsgrenze.